# Semele hedlandi
Semele hedlandi is een tweekleppigensoort uit de familie van de Semelidae. De wetenschappelijke naam van de soort is voor het eerst geldig gepubliceerd in 2010 door Huber.